# 18.ª etapa do Tour de France de 2021
A 18.ª etapa do Tour de France de 2021 teve lugar a 15 de julho de 2021 entre Pau e Luz-Ardiden sobre um percurso de 129,7 km e foi vencida, como no dia anterior, pelo líder da prova, o esloveno Tadej Pogačar da equipa UAE Emirates, mantendo uma vantagem de 5 minutos e 45 segundos com respeito ao segundo classificado.

## Classificação da etapa
| Pau - Luz-Ardiden | alta montanha | (129,7 km) |

| \| Classificação por etapas \| Classificação por etapas \| Classificação por etapas \| Classificação por etapas \| Classificação por etapas \| \| Ciclista \| Ciclista \| Equipe \| Tempo \| \| \| ------------------------ \| ------------------------ \| ------------------------ \| ------------------------ \| ------------------------ \| \| 1. \| Tadej Pogačar \| UAE Team Emirates \| 3h33m45s \| \| \| 2. \| Jonas Vingegaard \| Jumbo-Visma \| + 2s \| \| \| 3. \| Richard Carapaz \| Ineos Grenadiers \| + 2s \| \| \| 4. \| Enric Mas \| Movistar Team \| + 13s \| \| \| 5. \| Daniel Martin \| Israel Start-Up Nation \| + 24s \| \| \| 6. \| Sepp Kuss \| Jumbo-Visma \| + 30s \| \| \| 7. \| Sergio Higuita \| EF Education-Nippo \| + 33s \| \| \| 8. \| Ben O'Connor \| AG2R Citroën Team \| + 34s \| \| \| 9. \| Wilco Kelderman \| Bora-Hansgrohe \| + 34s \| \| \| 10. \| Alejandro Valverde \| Movistar Team \| + 40s \| \| |                    |                        |          |
| |                    |                        |          |
| Fonte: ProCyclingStats |                    |                        |          |
| Classificação por etapas |                    |                        |          |
| Ciclista | Ciclista           | Equipe                 | Tempo    |
| 1. | Tadej Pogačar      | UAE Team Emirates      | 3h33m45s |
| 2. | Jonas Vingegaard   | Jumbo-Visma            | + 2s     |
| 3. | Richard Carapaz    | Ineos Grenadiers       | + 2s     |
| 4. | Enric Mas          | Movistar Team          | + 13s    |
| 5. | Daniel Martin      | Israel Start-Up Nation | + 24s    |
| 6. | Sepp Kuss          | Jumbo-Visma            | + 30s    |
| 7. | Sergio Higuita     | EF Education-Nippo     | + 33s    |
| 8. | Ben O'Connor       | AG2R Citroën Team      | + 34s    |
| 9. | Wilco Kelderman    | Bora-Hansgrohe         | + 34s    |
| 10. | Alejandro Valverde | Movistar Team          | + 40s    |

## Classificações ao final da etapa

### Classificação geral(Maillot Jaune)
| \| Classificação geral \| Classificação geral \| Classificação geral \| Classificação geral \| Classificação geral \| \| Ciclista \| Ciclista \| Equipe \| Tempo \| \| \| ------------------- \| ------------------- \| ------------------- \| ------------------- \| ------------------- \| \| 1. \| Tadej Pogačar \| UAE Team Emirates \| 75h00m02s \| \| \| 2. \| Jonas Vingegaard \| Jumbo-Visma \| + 5m45s \| \| \| 3. \| Richard Carapaz \| Ineos Grenadiers \| + 5m51s \| \| \| 4. \| Ben O'Connor \| AG2R Citroën Team \| + 8m18s \| \| \| 5. \| Wilco Kelderman \| Bora-Hansgrohe \| + 8m50s \| \| \| 6. \| Enric Mas \| Movistar Team \| + 10m11s \| \| \| 7. \| Alexey Lutsenko \| Astana-Premier Tech \| + 11m22s \| \| \| 8. \| Guillaume Martin \| Cofidis \| + 12m46s \| \| \| 9. \| Pello Bilbao \| Bahrain Victorious \| + 13m48s \| \| \| 10. \| Rigoberto Urán \| EF Education-Nippo \| + 16m25s \| \| |                  |                     |           |
| |                  |                     |           |
| Fonte: ProCyclingStats |                  |                     |           |
| Classificação geral |                  |                     |           |
| Ciclista | Ciclista         | Equipe              | Tempo     |
| 1. | Tadej Pogačar    | UAE Team Emirates   | 75h00m02s |
| 2. | Jonas Vingegaard | Jumbo-Visma         | + 5m45s   |
| 3. | Richard Carapaz  | Ineos Grenadiers    | + 5m51s   |
| 4. | Ben O'Connor     | AG2R Citroën Team   | + 8m18s   |
| 5. | Wilco Kelderman  | Bora-Hansgrohe      | + 8m50s   |
| 6. | Enric Mas        | Movistar Team       | + 10m11s  |
| 7. | Alexey Lutsenko  | Astana-Premier Tech | + 11m22s  |
| 8. | Guillaume Martin | Cofidis             | + 12m46s  |
| 9. | Pello Bilbao     | Bahrain Victorious  | + 13m48s  |
| 10. | Rigoberto Urán   | EF Education-Nippo  | + 16m25s  |

### Classificação por pontos(Maillot Vert)
| Classificação por pontos | Classificação por pontos | Classificação por pontos | Classificação por pontos | Classificação por pontos |
| Ciclista                 | Ciclista                 | Equipe                   | Pontos                   |                          |
| ------------------------ | ------------------------ | ------------------------ | ------------------------ | ------------------------ |
| 1.                       | Mark Cavendish           | Deceuninck-Quick Step    | 298 pts                  |                          |
| 2.                       | Michael Matthews         | BikeExchange             | 260 pts                  |                          |
| 3.                       | Sonny Colbrelli          | Bahrain Victorious       | 208 pts                  |                          |
| 4.                       | Jasper Philipsen         | Alpecin-Fenix            | 184 pts                  |                          |
| 5.                       | Julian Alaphilippe       | Deceuninck-Quick Step    | 155 pts                  |                          |
| 6.                       | Tadej Pogačar            | UAE Team Emirates        | 146 pts                  |                          |
| 7.                       | Michael Mørkøv           | Deceuninck-Quick Step    | 112 pts                  |                          |
| 8.                       | Wout van Aert            | Jumbo-Visma              | 101 pts                  |                          |
| 9.                       | Matej Mohorič            | Bahrain Victorious       | 98 pts                   |                          |
| 10.                      | Jonas Vingegaard         | Jumbo-Visma              | 88 pts                   |                          |

### Classificação da montanha(Maillot à Pois Rouges)
| Classificação da montanha | Classificação da montanha | Classificação da montanha | Classificação da montanha | Classificação da montanha |
| Ciclista                  | Ciclista                  | Equipe                    | Pontos                    |                           |
| ------------------------- | ------------------------- | ------------------------- | ------------------------- | ------------------------- |
| 1.                        | Tadej Pogačar             | UAE Team Emirates         | 107 pts                   |                           |
| 2.                        | Wout Poels                | Bahrain Victorious        | 88 pts                    |                           |
| 3.                        | Jonas Vingegaard          | Jumbo-Visma               | 82 pts                    |                           |
| 4.                        | Michael Woods             | Israel Start-Up Nation    | 72 pts                    |                           |
| 5.                        | Wout van Aert             | Jumbo-Visma               | 68 pts                    |                           |
| 6.                        | Nairo Quintana            | Arkéa-Samsic              | 66 pts                    |                           |
| 7.                        | Richard Carapaz           | Ineos Grenadiers          | 56 pts                    |                           |
| 8.                        | Ben O'Connor              | AG2R Citroën Team         | 44 pts                    |                           |
| 9.                        | Bauke Mollema             | Trek-Segafredo            | 41 pts                    |                           |
| 10.                       | David Gaudu               | Groupama-FDJ              | 41 pts                    |                           |

### Classificação do melhor jovem(Maillot Blanc)
| Classificação dos jovens | Classificação dos jovens | Classificação dos jovens | Classificação dos jovens | Classificação dos jovens |
| Ciclista                 | Ciclista                 | Equipe                   | Tempo                    |                          |
| ------------------------ | ------------------------ | ------------------------ | ------------------------ | ------------------------ |
| 1.                       | Tadej Pogačar            | UAE Team Emirates        | 75h00m02s                |                          |
| 2.                       | Jonas Vingegaard         | Jumbo-Visma              | + 5m45s                  |                          |
| 3.                       | David Gaudu              | Groupama-FDJ             | + 18m42s                 |                          |
| 4.                       | Aurélien Paret-Peintre   | AG2R Citroën Team        | + 37m21s                 |                          |
| 5.                       | Sergio Higuita           | EF Education-Nippo       | + 1h03m01s               |                          |
| 6.                       | Valentin Madouas         | Groupama-FDJ             | + 2h08m44s               |                          |
| 7.                       | Mark Donovan             | Team DSM                 | + 2h11m10s               |                          |
| 8.                       | Neilson Powless          | EF Education-Nippo       | + 2h12m14s               |                          |
| 9.                       | Jonas Rutsch             | EF Education-Nippo       | + 2h44m49s               |                          |
| 10.                      | Brandon McNulty          | UAE Team Emirates        | + 2h50m15s               |                          |

### Classificação por equipas(Classement par Équipe)
| Classificação por equipes | Classificação por equipes | Classificação por equipes | Classificação por equipes |
| Equipe                    | Equipe                    | Tempo                     |                           |
| ------------------------- | ------------------------- | ------------------------- | ------------------------- |
| 1.                        | Bahrain Victorious        | 225h42m33s                |                           |
| 2.                        | EF Education-Nippo        | + 40m30s                  |                           |
| 3.                        | Ineos Grenadiers          | + 1h09m16s                |                           |
| 4.                        | AG2R Citroën Team         | + 1h09m51s                |                           |
| 5.                        | Jumbo-Visma               | + 1h14m30s                |                           |
| 6.                        | Bora-Hansgrohe            | + 1h33m09s                |                           |
| 7.                        | Movistar Team             | + 1h40m32s                |                           |
| 8.                        | Astana-Premier Tech       | + 2h00m57s                |                           |
| 9.                        | UAE Team Emirates         | + 2h22m07s                |                           |
| 10.                       | Trek-Segafredo            | + 2h22m25s                |                           |

## Abandonos
Nenhum.